# Sándor Kántor (Volleyballspieler)
Sándor Kántor (* 1. Februar 1971 in Kaposvár) ist ein ungarischer Volleyballspieler und -trainer.

## Karriere
Sándor Kántor begann 1982 mit dem Volleyball in seiner Heimat in Kaposvár, wo er zwischen 1992 und 1994 dreimal ungarischer Meister und zweimal Pokalsieger wurde. Danach wechselte der Universalspieler zum deutschen Bundesligisten ASV Dachau, mit dem er zweimal Deutscher Meister und einmal DVV-Pokalsieger wurde. In dieser Zeit belegte er Spitzenplätze in den Ranglisten des deutschen Volleyballs in den Kategorien Aufschlag, Annahme und Angriff. Der ungarische Nationalspieler spielte in seiner erfolgreichen Karriere von 1997 bis 2002 bei verschiedenen italienischen Vereinen und erreichte national sowie international zahlreiche Spitzenplatzierungen. Von 2002 bis 2006 spielte er in Japan und in Qatar. Von 2006 bis 2011 spielte Sándor Kántor wieder in seiner Heimat in Kaposvár und gewann hier erneut fünfmal in Folge das ungarische Double. In der Saison 2010/11 war er Spielertrainer.